# Lyon-Belfort
Lyon-Belfort est une course cycliste française de 300 kilomètres environ, organisée de 1926 à 1931 entre Lyon et la ville de Belfort.

## Palmarès
| Année | Vainqueur       | Deuxième          | Troisième      |
| ----- | --------------- | ----------------- | -------------- |
| 1926  | Gaston Rebry    | Georges Brosteaux | Joseph Normand |
| 1930  | Ernest Neuhard  | Joseph Vuillemin  | Léon Fichot    |
| 1931  | Giuseppe Cassin | Francis Bouillet  | Nicolas Engel  |